# Gerhard Tremmel
Gerhard Martin Tremmel (n. 16 de noviembre de 1978 en Múnich) es un exfutbolista alemán que jugaba como portero. Se retiró en 2017, siendo el Swansea City su último club.
Su carrera incluye el paso previo por los equipos de Bayern Munich y 1860 Múnich, donde pasó sus años de juvenil, antes de unirse al SpVgg Unterhaching donde hizo su debut en su etapa adulta.
Tremmel luego jugó en 2002 en el Hannover 96 para luego pasar al Hertha de Berlín, donde se la pasó en la banca de suplentes en la temporada 2004-05. Luego, en 2006 firmó un contrato de 2 años con el Cottbus.

## Clubes
| Club                   | País     | Año       |
| ---------------------- | -------- | --------- |
| SpVgg Unterhaching     | Alemania | 1998-2002 |
| Hannover 96            | Alemania | 2002-2004 |
| Hertha de Berlín       | Alemania | 2004-2006 |
| Energie Cottbus        | Alemania | 2006-2010 |
| FC Red Bull Salzburg   | Austria  | 2010-2011 |
| Swansea City           | Gales    | 2011-2017 |
| Werder Bremen (cedido) | Alemania | 2016      |